# Phyllonorycter monspessulanella
Phyllonorycter monspessulanella är en fjärilsart som först beskrevs av Fuchs 1897.  Phyllonorycter monspessulanella ingår i släktet guldmalar, och familjen styltmalar.
Artens utbredningsområde är:
- Frankrike.
- Tyskland.
- Italien.
- Portugal.

Inga underarter finns listade i Catalogue of Life.